# Tarjeta de visita (retrato fotográfico)

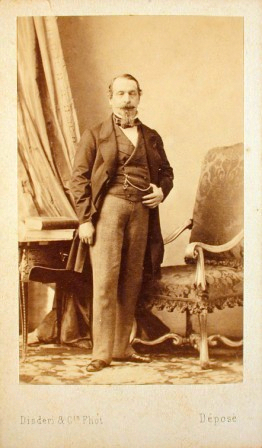
Tarjeta de visita de Napoleón III (1859), por Disdéri, que popularizó el formato fotográfico.

La tarjeta de visita o carte de visite fue un formato fotográfico para retratos de estudio. Fue patentada en París por el fotógrafo Disdéri en 1854, con el nombre de "carte de visite portrait photographe" (retrato fotográfico en tarjeta de visita).
Actualmente muchos anticuarios, a nivel internacional, utilizan las abreviaturas CdV o CDV, al referirse a retratos del formato carte-de-visite. En Francia, a nivel enciclopédico se utiliza la denominación portrait carte-de-visite.

## Historia
El formato fue utilizado por primera vez por Louis Dodero, en Marsella, pero se conoció en París después de patentarlo Disdéri.
Usualmente se positivaba una copia a la albúmina, en papel fino, que se montaba en una tarjeta de papel más grueso. El tamaño del papel fotográfico era aproximadamente de 54 x 89 mm montada sobre una tarjeta de 64 x 100 mm. En 1854, Disdéri también había patentado un método para separar negativos en una sola platina, lo cual redujo los costos de producción. Con el método se obtenían ocho tomas en un mismo negativo de vidrio, con una cámara de cuatro objetivos.
La tarjeta de visita se demoró en ser ampliamente usada hasta 1859, cuando Disdéri difundió retratos del emperador francés Napoleón III en este formato, con gran éxito. El nuevo invento fue tan popular que la moda se conoció como "tarjetomanía", se expandió por toda Europa, luego a Estados Unidos y finalmente a todo el mundo. Los álbumes para coleccionar y mostrar las tarjetas se volvieron habituales en los salones victorianos, y las personas intercambiaban sus retratos en tarjeta. La inmensa popularidad de estas fotografías dio origen a la publicación de fotografías de personas prominentes. Cada fotografía tenía el tamaño de una tarjeta de visita, fueron enormemente populares y se vendían entre amigos y visitantes.
A principios de los años 1870, las tarjetas de visita compitieron con las tarjetas de gabinete, o "tarjetas álbum", que también eran usualmente copias a la albúmina, pero más grandes, montadas en respaldos de cartón de 110 x 170 mm. Todas estas tarjetas fueron populares hasta 1900, cuando Kodak introdujo la cámara Brownie y las instantáneas fotográficas se volvieron un fenómeno de masas.

## España

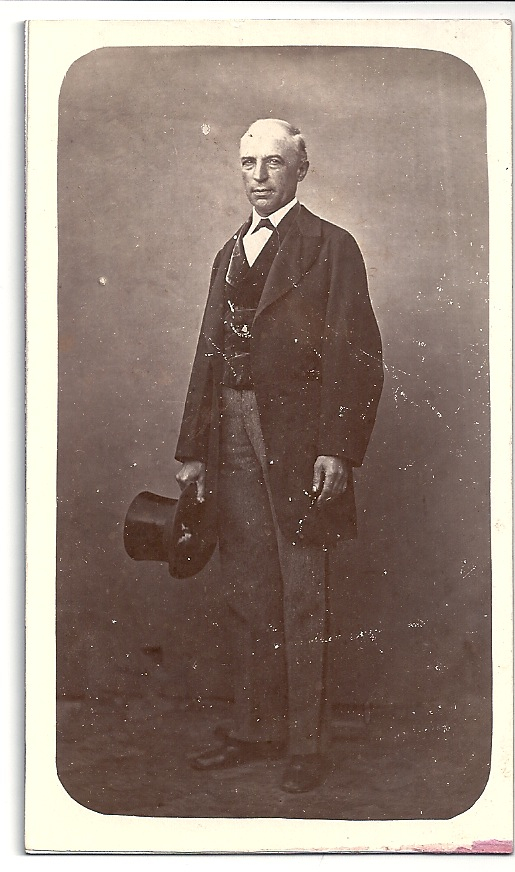
Retrato en formato tarjeta de visita, en papel leptográfico, en el estudio de José Martínez Sánchez. Hacia el año 1867.

En España, en el siglo XIX, los fotógrafos anunciaban "retratos en tarjeta". A partir de 1858-1859 los fotógrafos retratistas españoles empezaron a utilizar el nuevo formato de las tarjetas de visita. En 1861 Laurent publicó el folleto titulado: Catálogo de los Retratos que se venden en casa de J. Laurent, Fotógrafo de S. M. la Reina, relacionando cerca de 180 personalidades cuyos retratos se comercializaban en el formato tarjeta de visita. Encabezaba el listado Isabel II en traje de gran solemnidad.
Entre otros fotógrafos que anunciaban retratos en tarjeta, en 1861, se encuentra a N. García Lara, con gabinete en la calle Fuencarral, n.º 29, de Madrid. En su publicidad indicaba: "También se hacen bonitas tarjetas a precios módicos".
Entre 1863 y 1865 los retratos en tarjeta fueron conocidos en casi todas las ciudades españolas. A través de la prensa de esos años se encuentran anuncios de numerosos gabinetes fotográficos. Por ejemplo, el fotógrafo Ulises Viejobueno realizó retratos de tarjeta en Las Palmas de Gran Canaria, en 1864.
El propio Disdéri llegó a Madrid en 1864, y se anunció en periódicos de provincias como fotógrafo de Napoleón III e "inventor privilegiado del retrato-tarjeta". En Madrid montó su estudio en la calle de Pontejos, muy cerca de la Puerta del Sol, obteniendo incluso retratos "de noche y empleando la luz eléctrica".

## Guerra de Secesión

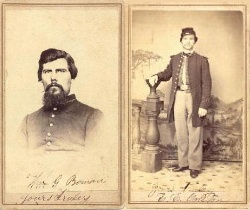
Dos tarjetas de visita tomadas durante la época de la Guerra de Secesión norteamericana.

La fotografía en tarjeta de visita resultó ser muy popular durante la Guerra de Secesión. Soldados, amigos y familiares disponían de esta forma económica de obtener retratos, que además podían enviarse en sobres pequeños. Fotos de Abraham Lincoln, Ulysses S. Grant, y otras celebridades de la época, lograron un éxito instantáneo en el norte de los Estados Unidos. La gente no solo compraba fotos de ellos mismos, sino que también coleccionaba las de personajes famosos.

## Galería

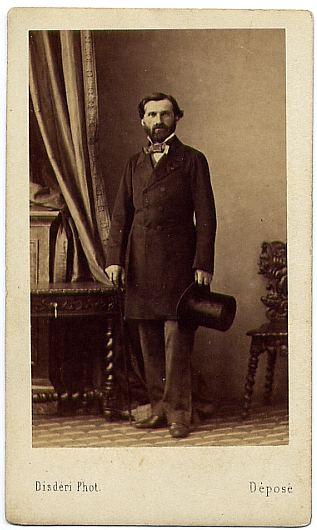
Retrato de Giuseppe Verdi, en tarjeta de visita, por Disdéri. Copia en papel a la albúmina.
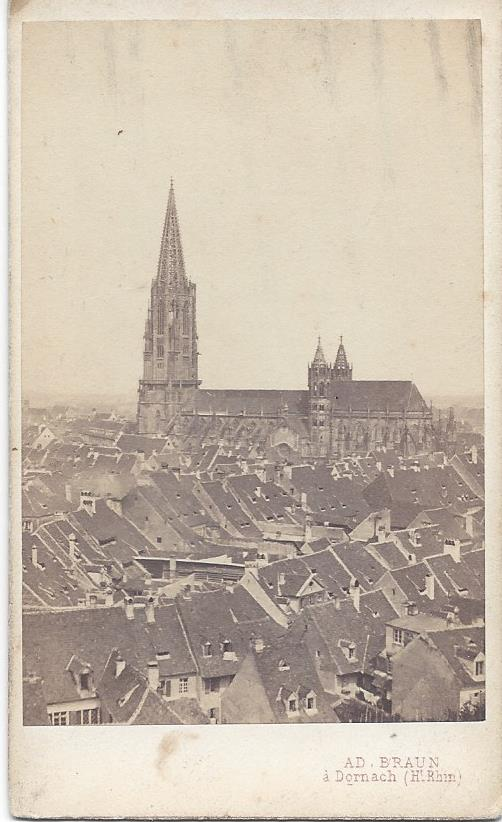
Vista de la catedral de Friburgo de Brisgovia, en el formato tarjeta de visita, hacia 1862.
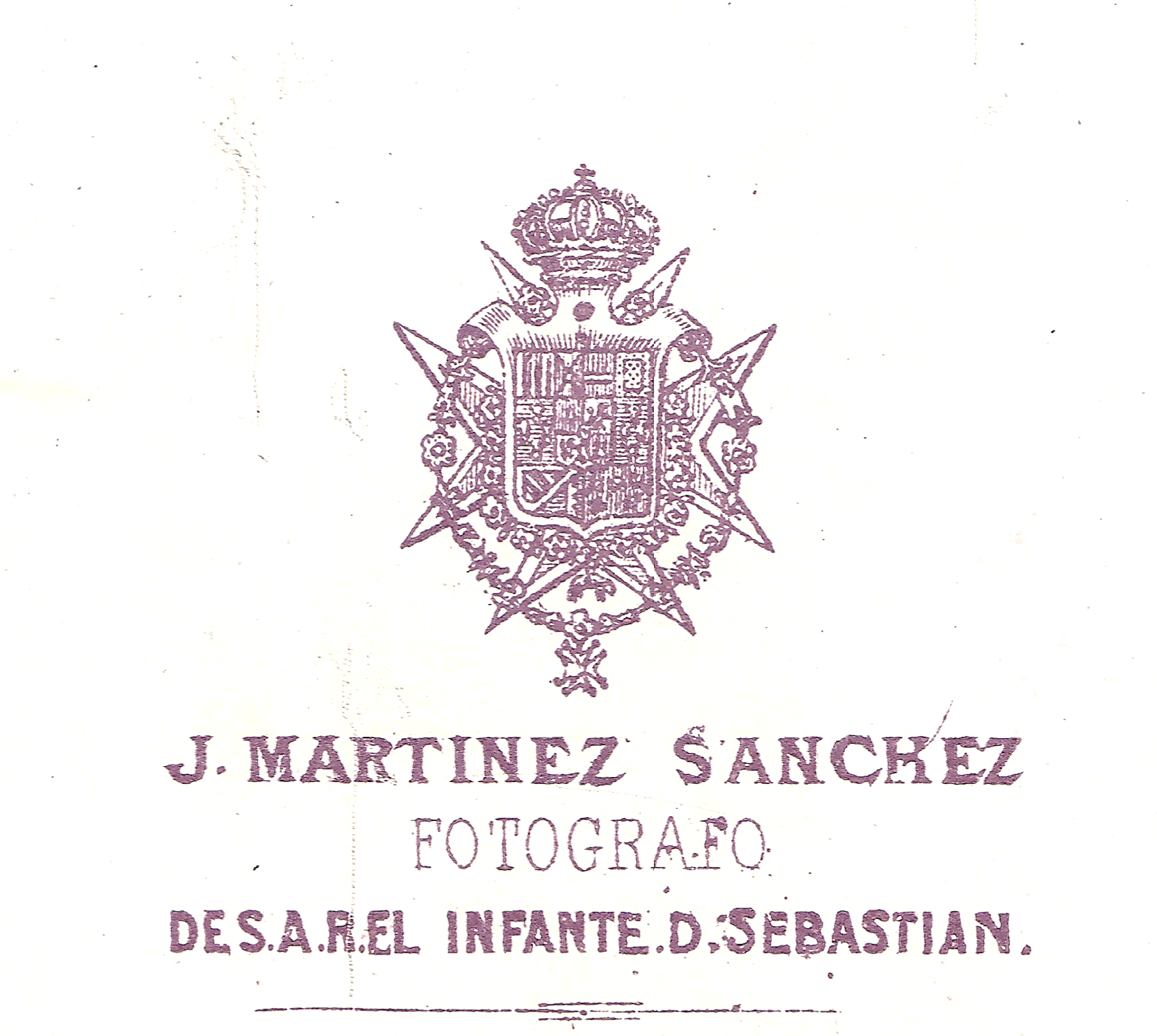
Sello del fotógrafo José Martínez Sánchez, hacia 1867. Madrid. Reverso de un retrato en tarjeta.
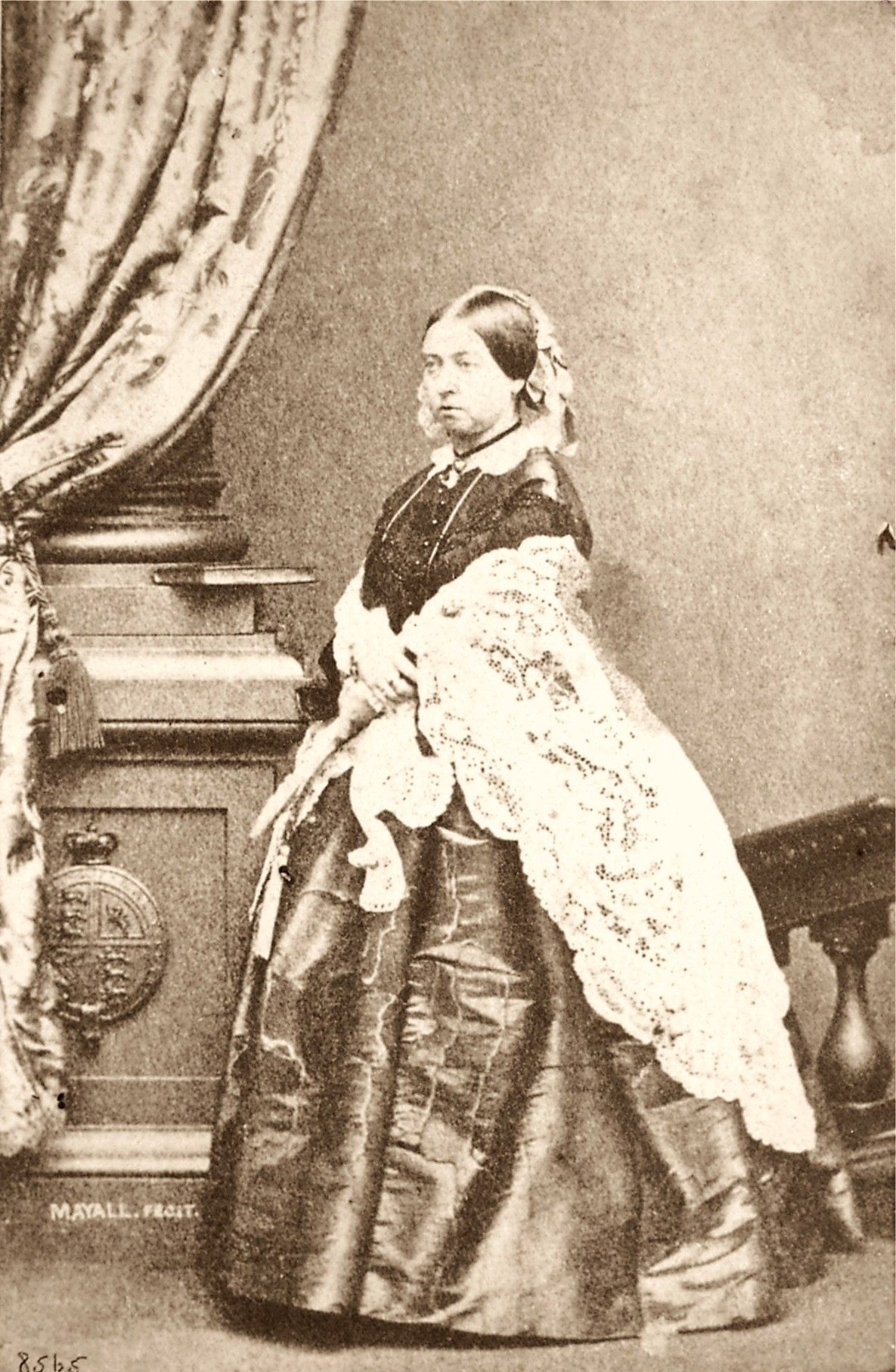
Una de las primeras tarjetas de visita de la reina Victoria tomada por el fotógrafo Mayall.
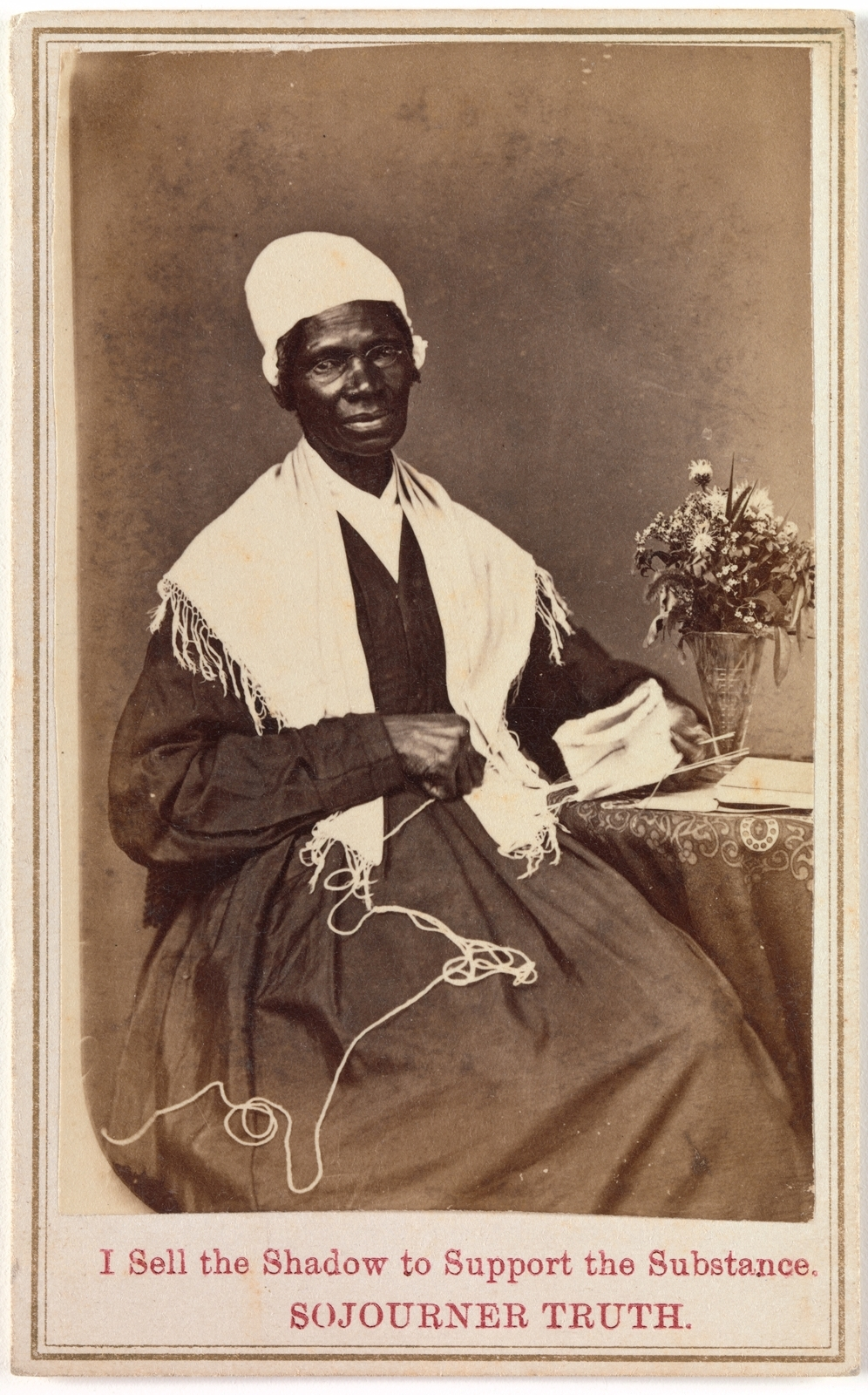
Tarjeta de visita de Sojourner Truth. Las vendió para recolectar dinero (véase la inscripción).
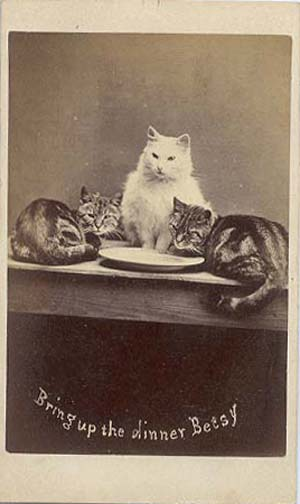
Lolcat primitivo por el fotógrafo británico Harry Pointer, hacia 1870.